# Хвощові (порядок)
Хвощі (Equisetales) — порядок судинних рослин класу хвощеподібних (Equisetopsida).

## Опис
Стебла у рослин здебільшого гіллясті, у міжвузлях мають додаткові порожнини. Продихи розташовані вздовж жолобків. Листки лускоподібні, зрослися у піхви.

## Еволюційна історія
Максимального розмаїття рослини цього порядку досягли в палеозойській ері (кам'яновугільний період), а потім швидко вимерли (крім роду Equisetum). У той час ці рослини були широко розповсюджені й населяли величезні заболочені ліси у вологому субтропічному і тропічному кліматі.

## Класифікація

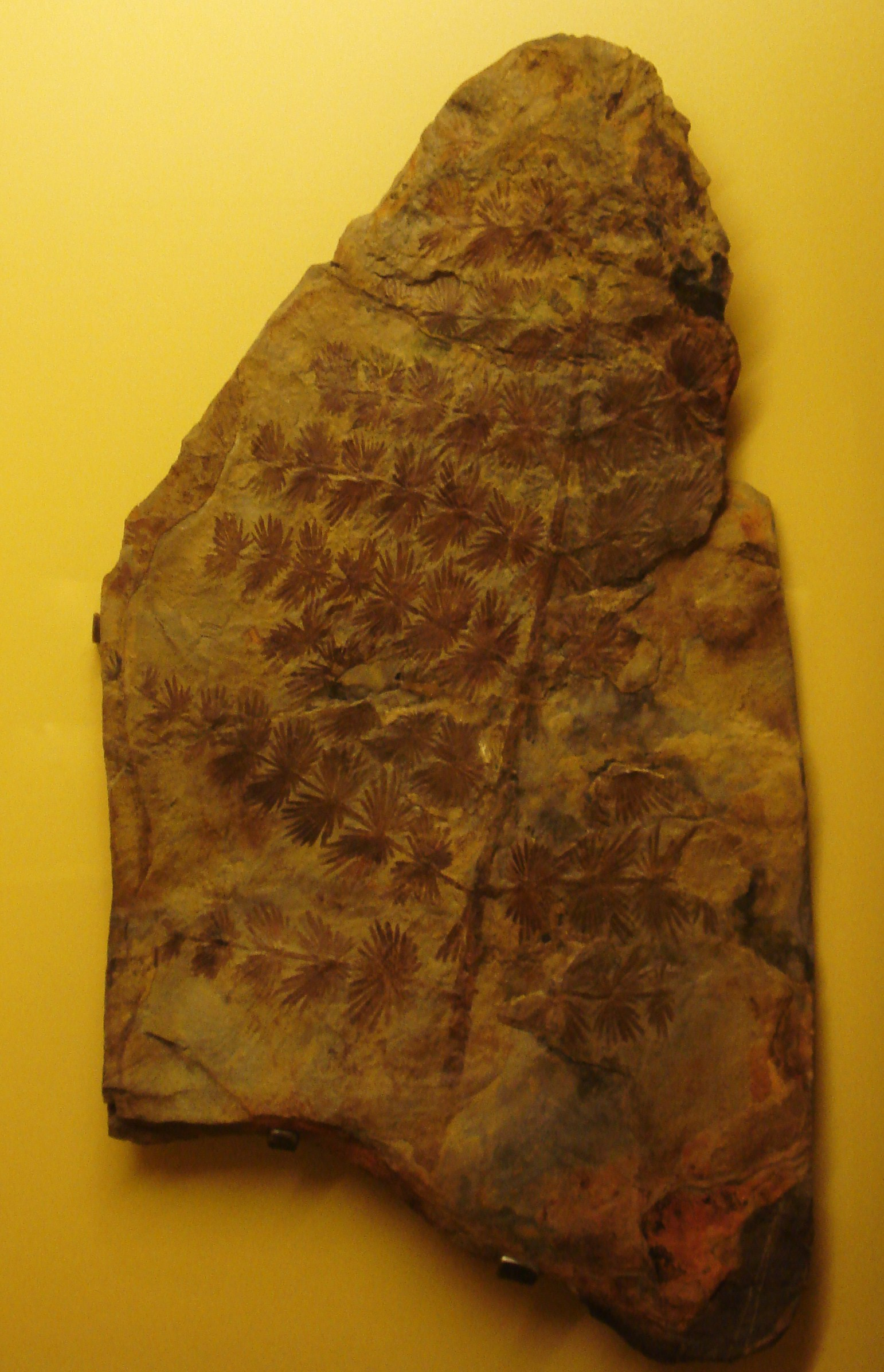
Скам'янілість Annularia sp. (родина Calamitaceae)

Порядок містить одну сучасну та три вимерлих родини:
- †Archaeocalamitaceae
- †Calamitaceae
- Equisetaceae
- †Phyllothecaceae